# Limen
Limen, o Limentinus, es una divinidad que protege los hogares. Él, en especial, se encargaba de los marcos de las puertas y las ventanas. Invocándolo, se prevenían visitas inesperadas.
Junto con Cardea y Fórculo, defendían a los niños del ataque de los espíritus malignos, conocidos como Estriges. Estos seres tenían el aspecto de ave, y por las noches se introducían en los hogares para chupar la sangre de los niños.